# Anselmo Bucci

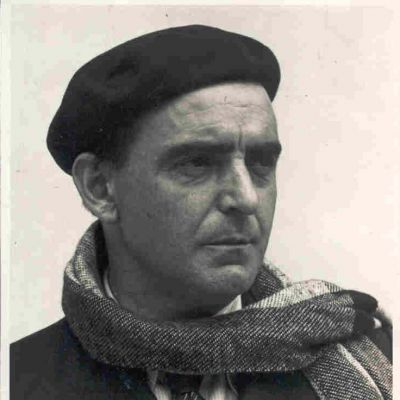
Anselmo Bucci (bevor) 1955

Anselmo Bucci (* Mai 1887 in Fossombrone; † 19. November 1955 in Monza) war ein italienischer Maler, Grafiker und Schriftsteller und einer der Begründer der Kunstrichtung Novecento.

## Leben
Anselmo Bucci gehört zu den Begründern der Kunstrichtung des Novecento. Sie war als Gegenentwurf zum hektischen Futurismus gedacht und sollte eine „Rückkehr zur Ordnung“, Ruhe, Beschaulichkeit und mehr Gegenständlichkeit einleiten. Diese Kunstrichtung entspringt einer Initiative von Margherita Sarfatti, einer Geliebten Benito Mussolinis, die 1922 gemeinsam mit dem Galeristen Lino Pesaro sowie Anselmo Bucci und den weiteren Künstlern Leonardo Dudreville, Achille Funi, Gian-Emilio Malerba, Pietro Marussig, Ubaldo Oppi und Mario Sironi die Gruppo del Novecento gründete und im Jahr 1923 in der Galerie Pesaro in Mailand erstmals ihre Werke präsentierte. Dem Vorwurf anderer Künstler, Sarfatti bemühe sich mit dieser Gruppe eine eigene faschistische Kunstrichtung zu etablieren begegnete sie dadurch, dass sie bei der nächsten großen Ausstellung im Jahr 1926 alle bedeutenden Maler und Bildhauer Italiens zur Teilnahme einlud.

## Werke
- Croquis du Front Italien, Parigi, D’Alignan, 1917
- Marina a terra, Milano, Alfieri & Lacroix, 1918
- Finis Austriae, Cartella di dodici litografie, cm. 50 × 70, Milano, Alfieri & Lacroix, 1918
- Il pittore volante, Milano, Ceschina, 1930
- Paris qui bouge, Milano, Hoepli, 1938
- Il libro della Bigia : grembiulini neri e bianchi : racconti, Milano, Garzanti, 1942
- Marinai, Varese, Tip. A. Nicola e C., 1942
- Rime e assonanze, Milano, Gregoriana, 1951
- Picasso, Dufy, Modigliani, Utrillo, Milano, All’insegna del pesce d’oro, 1955
- Figure spagnole, Milano, Ceschina, 1955
- Pane e luna (nachträglich), Urbino, Istituto Statale d’Arte, 1977

## Ehrungen
- 1914 – Medaglia d’argento (für seine Grafik)
- 1927 – Medaglia d’oro (für seine Volksbildungsarbeit)
- 1930 – Premio Viareggio für Il pittore volante
- 1930 – Medaglia d’argento al Salon des Artistes françaises
- 1949 – Primo premio all’Angelicum (für seine religiöse Kunst)

| Personendaten    | Personendaten                                    |
| ---------------- | ------------------------------------------------ |
| NAME             | Bucci, Anselmo                                   |
| KURZBESCHREIBUNG | italienischer Maler, Grafiker und Schriftsteller |
| GEBURTSDATUM     | Mai 1887                                         |
| GEBURTSORT       | Fossombrone                                      |
| STERBEDATUM      | 19. November 1955                                |
| STERBEORT        | Monza                                            |